# Tipasa
Tipasa (også Tébessa og Tipaza, tidligere Tefessedt, på Chenoua: Bazar) er en by på Algeriets nordkyst med 25.225 (2008) indbyggere. Den er hovedstad i provinsen Tipaza. Den moderne by blev  grundlagt i 1857, og er bedst kendt for sine sandstrande.
Byen er verdensarvsted på grund af sin fortid som fønikisk og romersk by. Byen har også paleokristne og byzantinske ruiner.
Nær byen ligger også det spektakulære Khour er-Roumia, et mauretansk kongemausoleum.

## Historie
Byen blev grundlagt af fønikerne, og blev erobret af kejser Claudius og gjort til en romersk militærkoloni, efterhånden med status som municipium, som et brohoved i erobringen af Nordafrika.  Den romerske by blev bygget på tre små bakker  med udsigt over havet. De fleste af bygningerne stod på den midterste bakke, hvor der ikke længere er spor efter dem. 
De ruiner som består, er efter tre kirker — Den Store Basilika, Aleksanders Basilika og St. Salsas Basilika. De to første stod på den vestlige højde, den sidste på den østlige. Desuden findes ruiner efter to gravpladser, badet, teatret, et amfiteater og et nymphaeum. Sporene efter fæstningsvoldene er stadig synlige, og ved foden af den østlige ås ligger ruinerne af den gamle havn. Basilikaerne er omgivet af gravpladser, fulde af stenkister dækket med mosaik. 
Byen blev tidlig introduceret for kristendommen, og var i 200-tallet et bispesæde. Indbyggerne var alligevel hovedsageligt ikke-kristne, indtil legenden om den hellige martyr Salsa opstod; hun var en kristen jomfru, der tidlig i 300-tallet blev stenet til døde, og kastet i havet; Hendes lig kom på mirakuløs vis tilbage, og hun blev begravet på den ene bakke, i et lille kapel som senere blev afløst af basilikaen som bærer hendes navn.
Vandalkongen Hunerik, som regerede 477-484, sendte en ariansk biskop til Tipasa; mange af indbyggerne flygtede da til Spanien, mens flere af de tilbageværende blev forfulgt. 

## Eksterne kilder og henvisninger
- Wikimedia Commons har flere filer relateret til Tipasa
- UNESCO World Heritage Centre – Tipasa (engelsk)
- Tipasa museum Arkiveret 17. oktober 2006 hos  Wayback Machine
- pbase.com: billedgalleri
- flickr.com: billedgalleri
- Catholic Encyclopedia: St. Salsa